# Sarkidiornis
Sarkidiornis sau rațele cu creastă sunt un gen de păsări Anseriforme din familia Anatidae. Cele 2 specii ale sale trăiesc în medii acvatice din regiunile tropicale și subtropicale ale Americii de Sud, Africii și Asiei de Sud.

## Taxonomie
Acest gen a fost descris inițial de naturalistul englez Thomas Campbell Eyton⁠(d) în 1838. Conform denumirii originale, specia sa tip este Anser melanotos (S. melanotos), care a fost descrisă în 1769 de Thomas Pennant de la o pasăre colectată dintr-o localitate din actuala Sri Lanka.
Din punct de vedere etimologic, termenul Sarkidiornis este construit din cuvinte din greaca veche, unde sarkidion înseamnă „bucată de carne” și, prin extensie, „caruncul”, iar ornis este „pasăre”, făcând aluzie la creasta cărnoasă pe care masculul o posedă la baza ciocului său.
| Imaginee | Denumire științifică   | Nume comun | Distribuție                                                                                     |
| -------- | ---------------------- | ---------- | ----------------------------------------------------------------------------------------------- |
|          | Sarkidiornis melanotos |            | Africa Subsahariană, Madagascar și Asia de Sud de la Pakistan la Laos și sudul extrem al Chinei |
|          | Sarkidiornis sylvicola |            | estul Paraguayului, sud-estul Braziliei și nord-estul extrem al Argentinei                      |